# Bergen (Limburg)
Bergen (limburguès Baerge) és un municipi de la província de Limburg, al sud-est dels Països Baixos. L'1 de gener del 2009 tenia 13.432 habitants repartits sobre una superfície de 109,42 km² (dels quals 4,49 km² corresponen a aigua). Limita al nord amb Gennep i Goch, a l'oest amb Boxmeer, a l'est amb Weeze i Kevelaer, i al sud amb Meerlo-Wanssum, Horst aan de Maas, Arcen en Velden i Geldern.

## Centres de població
- Afferden
- Bergen
- Nieuw-Bergen
- Siebengewald
- Well
- Wellerlooi
- Aijen

## Ajuntament
| Eleccions locals             | Eleccions locals | Eleccions locals | Eleccions locals | Eleccions locals | Eleccions locals |
| ---------------------------- | ---------------- | ---------------- | ---------------- | ---------------- | ---------------- |
| Partit                       | % 2002           | % 2006           | Reg. 2002        | Reg. 2006        |                  |
| Coalició PvdA/D66            | 23,3             | 40,7             | 4                | 6                |                  |
| CDA                          | 40,1             | 35,8             | 6                | 5                |                  |
| VVD                          | 14,9             | 17,9             | 2                | 3                |                  |
| Partij Leefbaarheid Centraal | 21,7             | 5,6              | 3                | 1                |                  |
| Total                        | 58,1             | 54,0             | 15               | 15               |                  |

## Agermanament
- Miłosław